# Monuments nationaux de Modriča
Cet article recense les monuments nationaux situés sur le territoire de la municipalité de Modriča en Bosnie-Herzégovine et dans la république serbe de Bosnie. La liste établie par la Commission pour la protection des monuments nationaux compte 1 monument national inscrit sur la liste principale et 3 monuments inscrits sur une liste provisoire.

## Monuments nationaux
| Monument            | Localité | Géolocalisation | Datation  | Commentaire éventuel | Photo |
| ------------------- | -------- | --------------- | --------- | -------------------- | ----- |
| Forteresse de Dobor | Jakeš    |                 | Moyen Âge |                      |       |

## Liste provisoire
| Monument                                                | Localité | Géolocalisation | Datation | Commentaire éventuel | Photo |
| ------------------------------------------------------- | -------- | --------------- | -------- | -------------------- | ----- |
| Église de la Dormition-de-la-Mère-de-Dieu de Modriča    | Modriča  |                 |          |                      |       |
| Église de l'Ascension de Koprivna                       | Koprivna |                 |          |                      |       |
| Église de la Présentation-de-la-Mère-de-Dieu d'Osječani | Osječani |                 |          |                      |       |